# 杉目直宗
杉目 直宗（すぎめ なおむね）は、戦国時代から安土桃山時代の武将。信夫郡杉目城主。伊達晴宗の六男で末子。

## 生涯
天正5年（1577年）12月5日、父晴宗が陸奥国信夫郡杉目城にて死去。その後、直ちに母栽松院（久保姫）ともに杉目城に住んだ。直宗は輝宗より杉目城主を任ぜられ、杉目氏を称した。
天正12年（1584年）6月10日、死去。直宗には嗣子がなく、杉目氏は断絶した。